# Sceaux-d'Anjou
Sceaux-d'Anjou é uma comuna francesa na região administrativa da Pays de la Loire, no departamento de Maine-et-Loire. Estende-se por uma área de 17,18 km². Em 2010 a comuna tinha 1 204 habitantes (densidade: 70,1 hab./km²).93 hab/km².